# First and Last and Always
First and Last and Always é o álbum de estreia da banda inglesa de rock gótico The Sisters of Mercy, lançado em março de 1985.
Neste álbum, Doktor Avalanche foi encarnado por uma Oberheim DMX. Wayne Hussey tornou-se co-compositor dos Sisters, assinando as músicas enquanto Andrew Eldritch continua a escrever todas as letras e se mantém como mentor do grupo.
Na turnê de divulgação que se segue, ocorrem diversos fatos que marcariam a carreira da banda, e culminariam com a saída de Wayne Hussey e Craig Adams para formar o The Mission. O guitarrista e co-fundador Gary Marx se desentende com Eldritch e é o primeiro a abandonar a banda, mas a relação que estava em maior tensão era entre Hussey e Eldritch, pois as divergências pessoais e musicais estavam se tornando cada vez mais insuportáveis para ambos. Hussey por sua vez buscava cada vez mais espaço dentro da banda, chegando até mesmo a cantar. As composições feitas por Hussey para o próximo lançamento dos Sisters não agradaram a Eldritch, que sentiu definitivamente que as coisas não estavam seguindo o rumo esperado. A separação foi inevitável.
Para muitos foi o melhor momento da banda até hoje, sendo a formação considerada clássica pelos fãs.

## Legado
Em 2012, uma retrospectiva da revista Sonic Seducer chamou o álbum de "o pilar da subcultura gótica" e incluiu o disco em uma lista de "10 álbuns principais para a cena gótica".

## Faixas
| N.º | Título                      | Compositor(es)                | Duração |  |
| 1.  | "Black Planet"              | Hussey, Eldritch              | 4:27    |  |
| 2.  | "Walk Away"                 | Hussey, Eldritch              | 3:20    |  |
| 3.  | "No time to cry"            | Adams, Marx, Hussey, Eldritch | 3:54    |  |
| 4.  | "A Rock and a Hard Place"   | Hussey, Eldritch              | 3:36    |  |
| 5.  | "Marian (version)"          | Hussey, Eldritch              | 5:37    |  |
| 6.  | "First and Last and Always" | Marx, Eldritch                | 3:58    |  |
| 7.  | "Possession"                | Hussey, Eldritch, Adams       | 4:36    |  |
| 8.  | "Nine While Nine"           | Marx, Eldritch                | 4:07    |  |
| 9.  | "Amphetamine Logic"         | Marx, Eldritch                | 4:46    |  |
| 10. | "Some Kind Of Stranger"     | Marx, Eldritch                | 7:16    |  |

### Remasterização
Posteriormente, em 2006, o álbum foi remasterizado e lançado com a adição de algumas faixas exclusivas:
| N.º | Título                  | Compositor(es) | Duração |  |
| 1.  | "Poison Door"           | Marx           | 3:41    |  |
| 2.  | "On the Wire"           | Eldritch       | 4:21    |  |
| 3.  | "Blood Money"           |                | 3:13    |  |
| 4.  | "Bury Me Deep"          | Eldritch       | 4:43    |  |
| 5.  | "Long Train"            | Eldritch       | 7:30    |  |
| 6.  | "Some Kind of Stranger" | Marx           | 8:38    |  |

## Pessoal
- Andrew Eldritch - vocal;
- Wayne Hussey - backvocals e guitarra;
- Doktor Avalanche - máquina de bateria e percussão;
- Gary Marx - guitarras;
- Craig Adams - baixo;